# Tivoli Gardens FC
Der Tivoli Gardens Football Club ist ein jamaikanischer Fußballverein aus Kingston, der in der Jamaica Premier League, der höchsten Spielklasse des Landes, spielt.
Die Heimspiele des Tivoli Gardens FC werden im Edward Seaga Sports Complex in Tivoli Gardens, einem Stadtteil der jamaikanischen Hauptstadt Kingston ausgetragen. Langjähriger Vereinspräsident war Edward Seaga, ehemaliger Premierminister und Oppositionsführer sowie Vorsitzender der Jamaica Labour Party, nach dem auch das Stadion in Tivoli Gardens benannt ist.
Eine der bislang erfolgreichsten Spielzeiten der Vereinsgeschichte war die Saison 2010/11, als eine Woche nach dem Gewinn der jamaikanischen Meisterschaft mit einem 3:0-Sieg über den St George’s SC im Pokalfinale am 8. Mai 2011 das Double perfekt gemacht werden konnte. Mit dem fünften Gewinn der Meisterschaft stellte der Verein zudem den in den 1970er Jahren aufgestellten Rekord des Santos FC ein. Nationalspieler Navion Boyd widmete den Meistertitel den Einwohnern von Tivoli Gardens, die bei den Unruhen im Mai 2010 mit über 70 Toten großes Leid erfahren hatten.

## Erfolge
National Premier League (jamaikanische Meisterschaft)
- 1982/83, 1998/99, 2003/04, 2008/09, 2010/11

Jamaica Football Federation Champions Cup (jamaikanischer Pokalwettbewerb)
- 1999, 2006, 2011

Caribbean Football Union Club Championship (karibische Klubmeisterschaft)
- 2004: zweiter Platz